# NGC 4111
NGC 4111 ist eine aktive linsenförmige Galaxie mit ausgedehnten Sternentstehungsgebieten vom Hubble-Typ S0/a im Sternbild Jagdhunde am Nordsternhimmel. Sie ist schätzungsweise 37 Millionen Lichtjahre von der Milchstraße entfernt und hat einen Durchmesser von etwa 50.000 Lichtjahren. Gemeinsam mit NGC 4109 bildet sie das optische Galaxienpaar Holm 333. Sie ist Teil des Ursa-Major-Galaxienhaufens und Mitglied der NGC 4051-Gruppe (LGG 269).

Aufnahmen der Galaxie mittels des Hubble-Weltraumteleskops zeigen einen ungewöhnlichen konzentrischen Staubring senkrecht zur galaktischen Scheibe, möglicherweise das Relikt einer Absorption einer anderen Galaxie.
Im selben Himmelsareal befinden sich u. a. die Galaxien NGC 4117, NGC 4118, NGC 4138, NGC 4143.
Das Objekt wurde am 14. Januar 1788 von dem Astronomen William Herschel mithilfe eines 18,7 Zoll-Spiegelteleskops entdeckt.